# Apostolaat der Hereniging
Het Apostolaat der Hereniging was een rooms-katholieke vereniging, opgericht in 1927, met als doel de afgescheiden christenen van Oost en West te herenigen met de Ene Heilige Kerk. Na enkele naamswijzigingen, is het in 2001 gefuseerd met de Sint-Willibrordvereniging tot de Katholieke Vereniging voor Oecumene Athanasius en Willibrord.

## Voorgeschiedenis

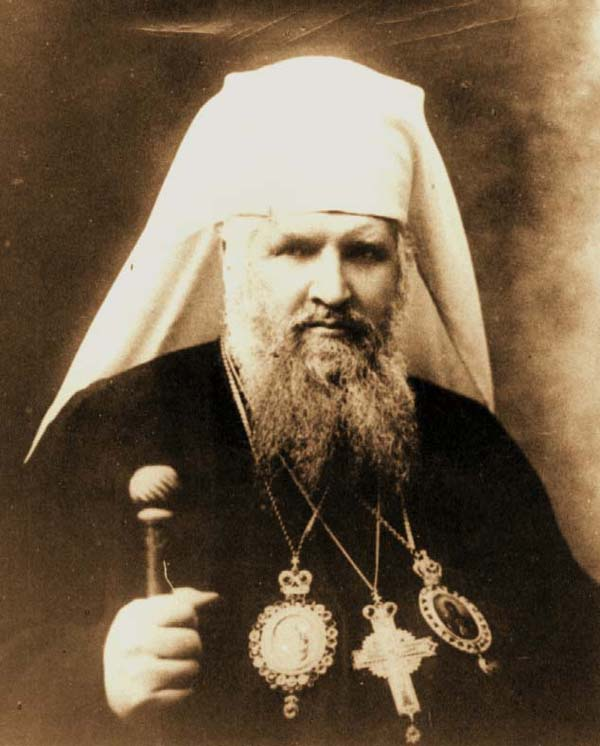
Andrej Sjeptytsky

Paus Leo XIII had in zijn apostolische zendbrief Praeclara Gratulationis Publicae van 20 juni 1894 opgeroepen tot een einde aan de scheuring in de kerk, maar in Nederland werd niet gereageerd. Een bezoek aan Amsterdam, in 1921, van de metropoliet van Lemberg (Lviv), de herenigingsapostel der Roethenen Andrej Sjeptytsky (1865-1944), bracht daarin verandering. Hij vertelde een klein ontvangstcomité in het klooster van de Redemptoristen aan de Keizersgracht (naast de Onze-Lieve-Vrouwekerk) van zijn pogingen, gesteund door Pius X, om de ware kerk van Christus in het tsarenrijk uit te breiden. Hij vroeg het gehoor – onder wie de latere voorzitter van het Apostolaat der Hereniging, pater Van Keulen – alleereerst de katholieke pers aan te zetten sympathie te wekken voor de hereniging van Rusland en eventueel tot hetzelfde doel een tijdschrift op te doen richten, en ten tweede om in Nederland een school te stichten voor de vorming van priesters in de oosterse rite.
De redemptoristen omarmden het eerste voorstel, namen het tweede in overweging en stelden zelf voor een soort missievereniging op te richten. Sjeptytsky was met die reactie zeer ingenomen. Leden zouden elke dag kort bidden en jaarlijks financieel bijdragen. Een oprichtingsakte werd opgesteld en de naam van de vereniging moest luidden Apostolaat der Rutheensche Missie.

### Apostolaat der Rutheense Missie
De volgende dagen sprak Sjeptytsky door het hele land, waar hij telkens enthousiast werd ontvangen. Ondertussen boog het episcopaat zich over de voorstellen. De oprichting van een apostolische school werd uiteindelijk te moeilijk én overbodig geacht, de missievereniging werd volledig goedgekeurd. Schutspatronen van het apostolaat werden Onze Lieve Vrouwe als Moeder van Altijddurende Bijstand, en Sint Jozef, de beschermheer van de kerk. De redemptoristen richtten gelijk afdelingen in Amsterdam en Rotterdam op, maar verdere uitbreiding verliep moeizaam. In de eerste vier jaar kon achtduizend gulden aan Sjeptytsky worden overgemaakt.

## Oprichting
De Haagse vereniging 'Geloof en Wetenschap' wilde in de winter van 1925-1926 de 'Oostersche kwestie' tot studieobject nemen. De vrees bestond dat de krachten rond het onderwerp zouden worden versnipperd. Op een bijeenkomst in het zusterhuis van de Monniken der Hereniging, 'Regina Pacis' te Schotenhof (Antwerpen), kwamen diverse partijen op 23 augustus 1926 bijeen. Pater C. Kolfschoten S.J. (1899-1960), die de vergadering leidde, stelde voor dat alle aanwezige verenigingen zich zouden aansluiten bij het Apostolaat van de Rutheense Missie, omdat het als enige reeds bisschoppelijke goedkeuring had ontvangen – het voorstel kreeg algemene bijval. Omdat nu in het vervolg het apostolaat niet alleen de metropoliet zou steunen, maar de missie het hele Oosten en zelfs het Westen moest bestrijken, werd de naam gewijzigd in Apostolaat der Hereeniging.
Het episcopaat keurde de wijzigingen op 15 december 1926 goed. Op 24 februari 1927 werd in het Pius-convict in Nijmegen een constituerende vergadering gehouden.
Het hoofdbestuur bestond uit minstens twintig leden, waaruit een dagelijks bestuur van vijf leden werd gekozen. Het eerste dagelijks bestuur bestond uit pater Van Keulen (voorzitter), pastoor te Nieuw Heeten J. Scholtens (secretaris), mr. H. van Haastert te Den Haag (penningmeester), Titus Brandsma en deken te Den Haag H. van Dam.

### Titus Brandsma
De belangrijkste vereniging die zich bij het Apostolaat der Hereniging had geschaard, was de Nijmeegsche Studieclub voor de Hereeniging der Kerken, die onder leiding stond van Titus Brandsma. Naast Van Keulen werd hij tot aan zijn dood een belangrijke drijvende kracht achter het apostolaat. Het Apostolaat der Hereniging nam ook herhaaldelijk deel aan de jaarlijkse Maria-Omdracht in Nijmegen, die vooral door Brandsma werd georganiseerd. Een van de 'bijzondere pleegkinderen' van Brandsma, zuster Feugen, fungeerde als secretaresse en bibliothecaresse voor het apostolaat.

### Pater Van Keulen

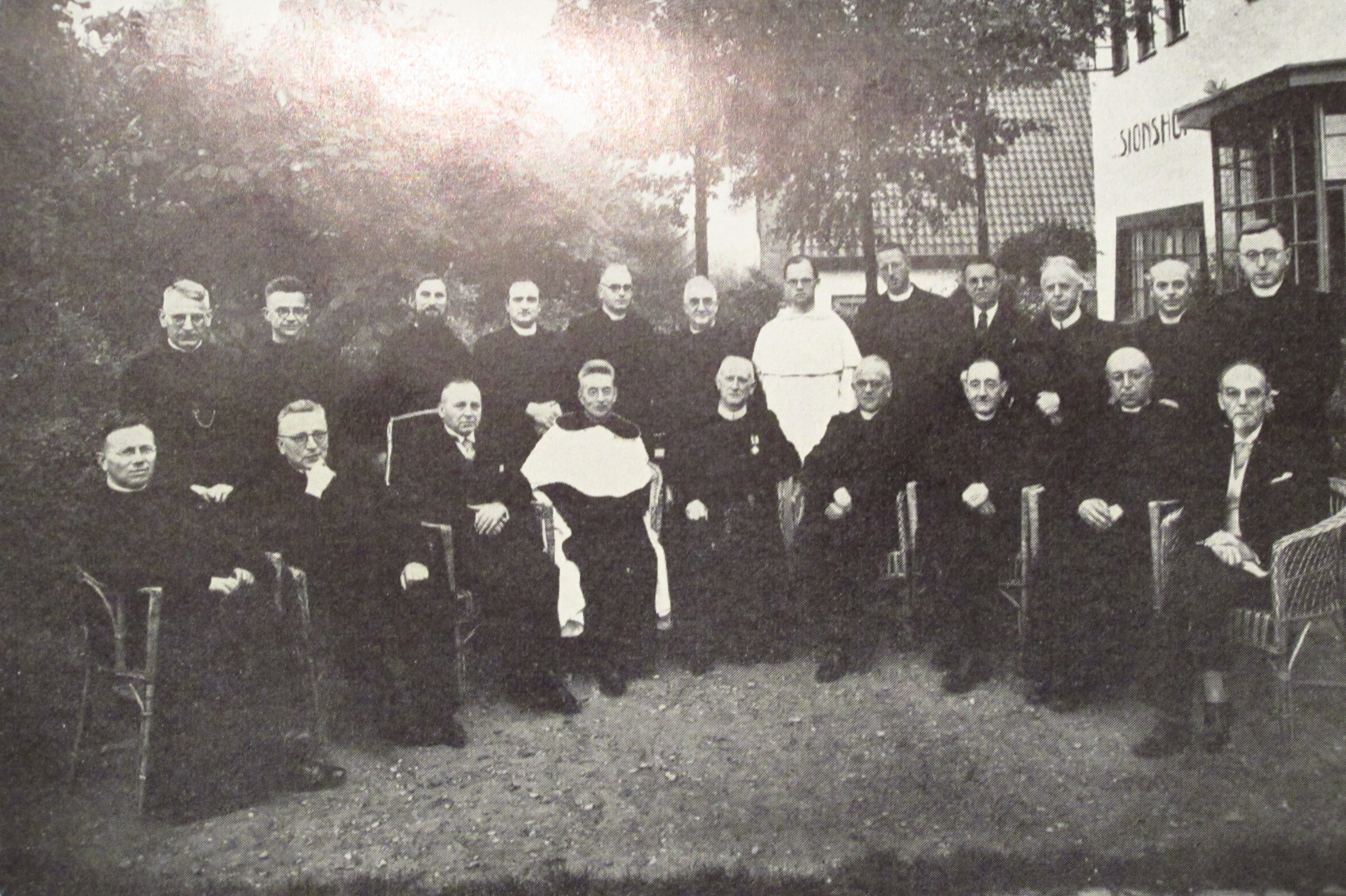
Het bestuur tijdens het gouden professie-feest van Van Keulen (midden) in 1941

Henricus Antonius van Keulen (Breda, 9 juli 1868 – 's-Hertogenbosch, 17 mei 1946). Geprofest 19 september 1891 te 's Hertogenbosch, priesterwijding 7 oktober 1896. Werkzaam als econoom te Roermond, Roosendaal en Rotterdam. Rector in Rotterdam (1912-1915) en Zenderen (1928-1933). Begraven maandag 20 mei 1946 Orthen.
In 1940, toen Van Keulen al geruime tijd ziek verbleef in het redemptoristenklooster Nebo te Nijmegen, ontving hij de pauselijke zegen.
Titus Brandsma: "Hij heeft over heel ons land zijn metalen stem doen klinken in honderden missiën, retraites en andere geestelijke oefeningen. Hij was onder de "volksmissionarissen" een der meest gewaarden, een der altijd bereiden, onvermoeiden."

### Pastoor Smit
In 1943 was Van Keulen door ziekte niet meer in staat het voorzitterschap uit te oefenen, waarna op 19 april 1944 de Soestdijkse pastoor A.G. Smit tot zijn opvolger werd gekozen. F. Wijnhoven werd directeur van het Nationaal Bureau in Boxtel.
Antonius Gerardus Smit (Deventer, 4 december 1890 – Soestdijk, 7 mei 1984), een broer van Johannes Olav Smit, was van 1932 tot 1966 pastoor in Soestdijk. In 1952 werd hij benoemd tot geheim kamerheer van de paus. In 1964 werd hij bevorderd tot commandeur van de Ridderorde van het Heilige Graf in Jeruzalem. Hij trad toe tot het hoofdbestuur van het Apostolaat der Hereniging in 1931 en was voorzitter van 1944 tot 1960, waarna hij nog wel lid van het dagelijks bestuur bleef.

### Remmers en Van der Ploeg
Smits opvolger was de hoogleraar in de oosterse theologie te Nijmegen (1963-1966) en te Münster (vanaf 1964) J.G.A.M. Remmers (1913-1988). Remmers werd in 1967 als voorzitter opgevolgd door hoogleraar Jan van der Ploeg, die in conflict kwam met de overige bestuursleden van het Apostolaat en in 1973 opstapte.

## Werking
Het apostolaat ondersteunde ook (met de Sint-Radboudstichting) de oprichting van de leerstoel missiologie en oosterse theologie, waarop in 1936 Alphons Mulders werd benoemd.
Op initiatief van het apostolaat werd in 1951 het Utrechts Byzantijns Koor opgericht en ook elders werden de oprichting en de samenwerking van byzantijnse koren gestimuleerd.
Het Apostolaat der Hereniging was vertegenwoordigd in het bestuur van het Nationaal Bureau van de Pauselijke Missiewerken.

### Leden
De leden van het apostolaat baden elke dag een Weesgegroet met vier schietgebeden, waaronder: "Heilige Maria, Moeder van Altijddurende Bijstand, maak dat zij één zijn," en "Heilige Jozef, Patroon der Kerk, bescherm ons apostolaat".
In de aangesloten parochies behartigden zelatrices de belangen van het apostolaat.
Het apostolaat onderhield het contact met zijn leden onder meer via de eigen maandelijkse (later driemaandelijkse) Mededeelingen.

### Secretariaat en bibliotheek
In 1945 werd het algemeen secretariaat van het Apostolaat der Hereniging, het 'Nationaal Bureau', gevestigd bij de paters assumptionisten in kasteel Stapelen te Boxtel, waar het tot 1984 bleef. Daarna werd het in Tilburg voortgezet; de bibliotheek bleef in Nijmegen.

## Apostolaat voor de Oosterse Kerken (1975-1992)
In 1975 werd het apostolaat hernoemd tot Apostolaat voor de Oosterse Kerken (AOK). In 1976 werd de assumptionist vicaris dr. Th.C.M. (kloosternaam: Edward) van Montfoort (Zevenbergen, 4 juli 1922 – Boxtel, 22 november 1997) voorzitter van het Apostolaat voor de Oosterse Kerken. Van Montfoort werd in 1986 ook waarnemend voorzitter van de Sint-Willibrordvereniging, waarmee het apostolaat later zou fuseren.
Het AOK zette zich in voor oosterse medechristenen door onder meer catecheseprojecten, het verstrekken van studiebeurzen aan orthodoxe studenten, dagelijkse religieuze radio-uitzendingen voor Rusland en de pastorale zorg voor oosterse christenen in Nederland.
In de jaren tachtig werden in het Tilburgse centrum driemaal per jaar icoonschildercursussen gehouden.

## Aktie en Ontmoeting Oosterse Kerken (1993-2000)
In 1993 werd de naam gewijzigd in Aktie en Ontmoeting Oosterse Kerken. De laatste voorzitter was (inmiddels emeritus) hoogleraar islamologie Jan Peters S.J., de laatste directeur was de redemptorist Johan Meijer. In 2001 leidde een fusie met de Sint-Willibrordvereniging tot de Katholieke Vereniging voor Oecumene Athanasius en Willibrord (KVvO). Ad Brants werd de eerste voorzitter.

## Boekuitgaven
In opdracht van het Apostolaat der Hereeniging verschenen bij Uitgeverij De Toorts in Heemstede twee reeksen Het christelijke Oosten. Verhandelingen over de geschiedenis en het godsdienstig leven van de Oostersche kerken. De meeste uitgaven behaalden een tweede druk.

 Eerste reeks, 1941[-1942]:
- I C.A. Bouman, De breuk tusschen Oost en West. Over de eigen tradities der oostersche christenheid en het ideaal der kerkelijke hereeniging
- II Dr. Ephrem Sloots O.F.M., De groote bloei. De geschiedenis der Oostersche christenheid van den tijd der groote concilies tot aan den Beeldenstrijd
- III F. Wijnhoven, Groeiend wantrouwen. Over de geschiedenis der Oostersche kerken vanaf den beeldenstrijd tot den val van Konstantinopel
- IV P. dr. Zacharias v. Haarlem O.F.M.Cap., Na de scheiding. Over de geschiedenis der Oostersche kerken vanaf den val van het Byzantijnsche rijk
- V Dr. C. de Clercq, Kerkelijk leven in het Oosten. Over de geestelijkheid en de practijk van den eeredienst
- VI Dom. J. Leussink O.S.B., De heilige ikonen. Over het wezen en de vereering der ikonen, over de voorschriften en voornaamste onderwerpen der ikonenkunst
- VII C.A. Bouman, Theotokos Moeder van God. Over de marialeer en de mariavereering van de oostersche kerken
- VIII Dr. J. de Swart, De eeredienst van het oosten. Over den eigen geest, de ontwikkeling en den bouw der oostersche liturgieën
- IX Mgr. dr. Jan O. Smit, Hereenigingspogingen in verleden en heden
- X H. van Keulen C.Ss.R., Hereenigingswerk in Nederland. Over de geschiedenis en de werkzaamheid van het Apostolaat der Hereeniging

 Tweede reeks, 1950:
- 1. J.O. Smit, Val en opstanding van een groot Christenvolk. De Chaldeën in Perzië, Indië en Azië
- 2. M.A. van den Oudenrijn, De Armeniërs en hunne Kerk

Bij het Nationaal Bureau van het Apostolaat der Hereniging te Boxtel verschenen voorts:
- 1948: F. Wijnhoven, In het teken der eenheid. Apostolaat der Hereniging
- 1952: G.A. Smit, Het Apostolaat der Hereniging bestaat 25 jaar, 1927-1952
- 1952: G.A. Smit (samenstelling), De goddelijke liturgie van de heilige Joannes Chrysostomus volgens de Byzantijnse ritus